# Maisoncelles-la-Jourdan

Maisoncelles-la-Jourdan este o comună în departamentul Calvados, Franța. În 1 ianuarie 2018 avea o populație de 461 de locuitori.